# Haniska (okres Košice-okolí)
Haniska (maďarsky Enyicke) je obec na Slovensku v okrese Košice-okolí. Nachází se v jižní části Košické kotliny mezi Sokoľanským a Belžanským potokem v nadmořské výšce 216 m.
V obyvatelstvu obce převažují Slováci (až 99 %) s průměrným věkem 40 let.

## Dějiny
Dle archeologických nálezů bylo území Hanisky osídleno už v paleolitu. První písemná zmínka o obci se nachází v listině vydané roku 1267 králem Štefanem. V 17. století dal v obci palatin Wesselényi postavit kaštel. Tento kaštel byl roku 1930 opuštěn a mezi lety 1944 a 1945 válečnými událostmi poničen. Po roce 1945 byly zbytky kaštela zbořeny a rozebrány na stavební materiál. Na jeho místě v současnosti stojí základní škola, otevřená 1. září 1971.

## Doprava
V katastru obce se nachází železniční stanice Haniska pri Košiciach na hlavní trati Zvolen – Košice. Stejnojmenná stanice byla vybudována také na širokorozchodné trati z Ukrajiny, která zde končí. Na kolejiště stanice navazuje vlečka do areálu železáren U. S. Steel Košice, pro něž je po této trati dovážena železná ruda.

## Osobnosti
- Jozef Tóth (1925–2022), řeckokatolický kněz, básník, spisovatel, pedagog, teolog